# Старі Щаври
Старі Щаври (біл. вёска Старыя Шчаўры) — село в складі Крупського району Мінської області, Білорусь. Село підпорядковане Хотюхівській сільській раді, розташоване в східній частині області.